# Międzynarodowy Dzień Prawa do Prawdy dotyczącej Poważnych Naruszeń Praw Człowieka i Godności Ofiar
Międzynarodowy Dzień Prawa do Prawdy dotyczącej Poważnych Naruszeń Praw Człowieka i Godności Ofiar (ang.  International Day for the Right to the Truth concerning Gross Human Rights Violations and for the Dignity of Victims) – święto obchodzone corocznie 24 marca, ustanowione przez Zgromadzenie Ogólne ONZ 21 grudnia 2010 roku.

Prawa do prawdy i sprawiedliwości są kluczowe dla położenia kresu bezkarności w zakresie  naruszania praw człowieka. […] Wszędzie tam, gdzie bezprawie ma miejsce niniejsze prawo przypomina wszystkim, że przestępstwa nie mogą pozostać długo w ukryciu.

Celem obchodów jest:
- oddanie czci pamięci ofiarom systematycznego łamania praw człowieka i propagowanie znaczenia prawa do prawdy i sprawiedliwości,
- oddanie hołdu tym, którzy poświęcili swoje życie lub stracili je w walce na rzecz promowania i ochrony praw człowieka,
- uznanie w sposób szczególny ważność pracy i dążeń arcybiskupa Oscara Arnulfo Romero z Salwadoru, który został zamordowany w dniu 24 marca 1980 za potępianie łamania praw człowieka w stosunku do najsłabszych grup społecznych, za obronę zasad ochrony życia i promowanie godności osoby ludzkiej oraz sprzeciw wobec wszelkich form przemocy[2].

Zgromadzenie Ogólne ONZ wezwało wszystkie państwa członkowskie, organizacje międzynarodowe i organizacje społeczeństwa obywatelskiego oraz osoby fizyczne do przestrzegania Międzynarodowego Dnia w odpowiedni sposób.